# Soupe de poule soie

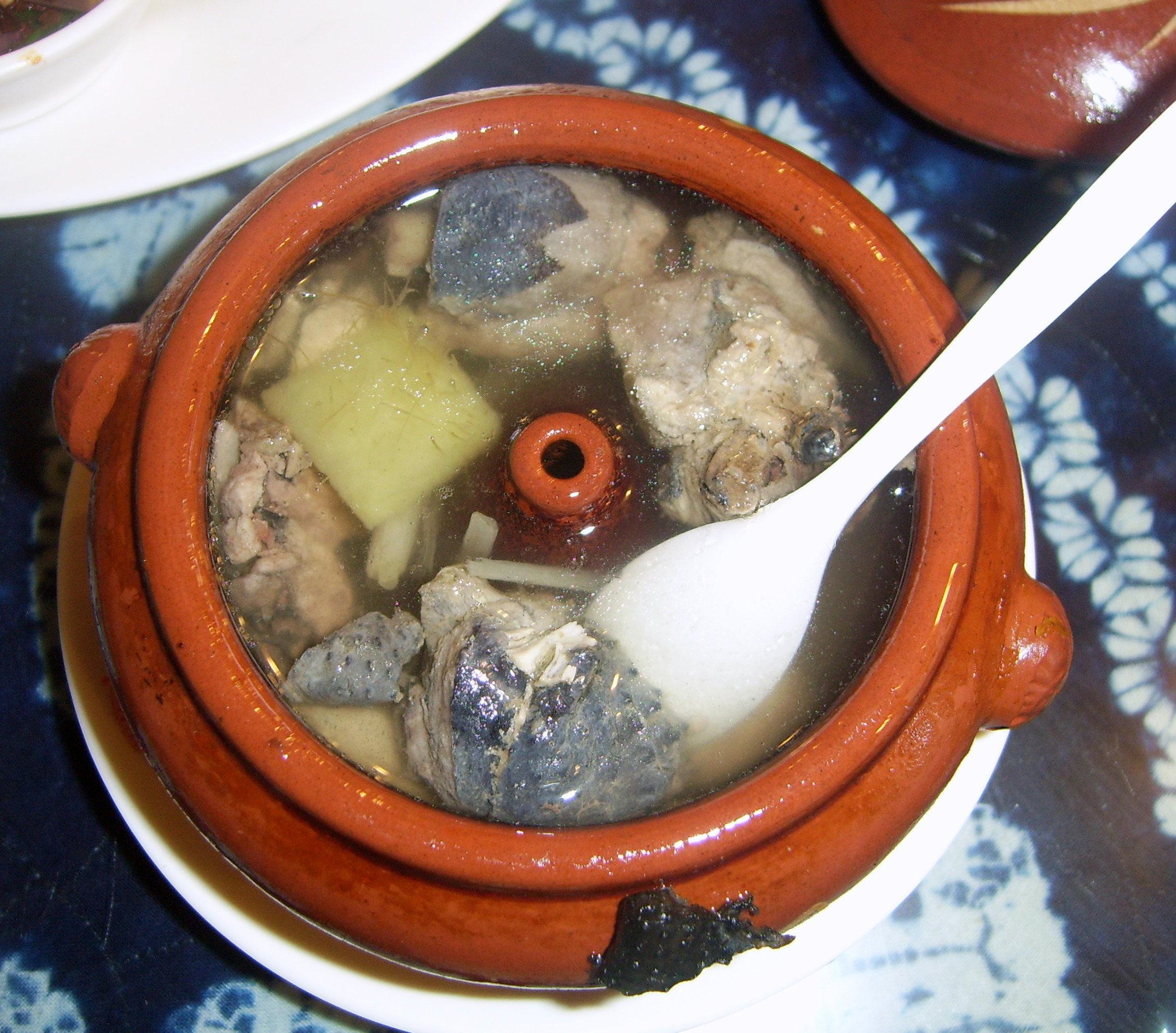

La soupe de poule soie (chinois simplifié : 鸡汤 ; chinois traditionnel : 鷄湯 ; pinyin : jītāng ; litt. « soupe de poulet ») est une soupe de la cuisine chinoise et de la médecine traditionnelle chinoise, taoïste. Elle comporte notamment en plus de la poule soie, des baies de goji et de la jujube. Elle est considérée comme fortement revitalisante dans la culture chinoise.